# HMS Vervain (K190)
HMS Vervain (K190) je bila korveta razreda flower Kraljeve vojne mornarice, ki je bila operativna med drugo svetovno vojno.

## Zgodovina
Ladjo, ki je bila prvotno poimenovana v HMS Broom (K190), je 20. februarja 1945 torpedirala in potopila nemška podmornica U-1276.